# Gouvernement Garre
 Région de Murcie
Valcárcel V Sánchez
Le gouvernement Garre est le gouvernement de la région de Murcie entre le 11 avril 2014 et le 5 juillet 2015, durant la VIIIe législature de l'Assemblée régionale de Murcie. Il est présidé par Alberto Garre.

## Historique
Lors des élections régionales de mai 2011, le PP de Ramón Luis Valcárcel remporte une nouvelle majorité absolue qui lui permet de former son cinquième gouvernement. Investi par le Parti populaire sur la liste conduite par Miguel Arias Cañete à l'occasion des élections européennes de mai 2014, il remet sa démission au président de l'Assemblée régionale le 3 avril 2014. Le 10 avril suivant, Alberto Garre est assermenté et constitue son gouvernement le lendemain.

## Composition

### Initiale (11 avril 2014)
| Fonction                                                                         | Titulaire | Titulaire                                                     | Parti |
| -------------------------------------------------------------------------------- | --------- | ------------------------------------------------------------- | ----- |
| Président                                                                        |           | Alberto Garre                                                 | PP    |
| Conseiller à la Présidence et à l'Emploi                                         |           | José Gabriel Ruiz González                                    | PP    |
| Conseiller à l'Économie et aux Finances                                          |           | Francisco Martínez Asensio                                    | PP    |
| Conseiller à l'Agriculture et à l'Eau                                            |           | Antonio Cerdá Cerdá                                           | PP    |
| Conseiller à l'industrie, au Tourisme, à l'Entreprise et à l'Innovation          |           | Juan Carlos Ruiz López                                        | PP    |
| Conseiller à l'Éducation, à la Culture et à l'Enseignement supérieur             |           | Pedro Antonio Sánchez                                         | PP    |
| Conseiller à l'Équipement, aux Travaux publics et à l'Organisation du territoire |           | Manuel Campos Sánchez (jusqu'au 25/11/2014) Francisco Bernabé | PP    |
| Conseillère à la Santé et à la Politique sociale                                 |           | Catalina Lorenzo Gabarrón                                     | PP    |

### Remaniement du4 mars 2015
- Les nouveaux conseillers sont indiqués en gras.

| Fonction                                                                         | Titulaire | Titulaire                                                              | Parti |
| -------------------------------------------------------------------------------- | --------- | ---------------------------------------------------------------------- | ----- |
| Président                                                                        |           | Alberto Garre                                                          | PP    |
| Conseiller à la Présidence et à l'Emploi                                         |           | José Gabriel Ruiz González                                             | PP    |
| Conseiller à l'Économie et aux Finances                                          |           | Luis Martínez de Salas                                                 | PP    |
| Conseillère à l'Agriculture et à l'Eau                                           |           | Adela Martínez-Cachá                                                   | PP    |
| Conseiller à l'industrie, au Tourisme, à l'Entreprise et à l'Innovation          |           | Juan Carlos Ruiz López (jusqu'au 02/06/2015) Adela Martínez-Cachá a.i. | PP    |
| Conseiller à l'Éducation, à la Culture et à l'Enseignement supérieur             |           | Pedro Antonio Sánchez                                                  | PP    |
| Conseiller à l'Équipement, aux Travaux publics et à l'Organisation du territoire |           | Francisco Bernabé                                                      | PP    |
| Conseillère à la Santé et à la Politique sociale                                 |           | Catalina Lorenzo Gabarrón                                              | PP    |